# Абу Абдалла V
Абу Абдалла V Мухаммад, или Абу Абдалла V (ум. 1516) ― двадцать третий правитель Тлемсена из династии Абдальвадидов (1505-1516). 

## Биография
Абу Абдалла сменил на троне Тлемсена своего отца, Абу Абдаллу IV, который умер или был убит в декабре 1505 года.  
Начало XVI века было ознаменовано борьбой христианских правителей Средиземноморья с активизировавшимися алжирскими пиратами и постепенным угасанием государства Тлемсен. 
16 мая 1509 года испанский флот во главе с кардиналом Хименесом покинул порт и 18 мая прибыл к крупному алжирскому порту Оран, откуда мусульмане проводили пиратские рейды против христианских кораблей. К этому времени испанцы уже занимали важный пиратский порт Мерс-эль-Кебир. Испанцы высадили десант, который на следующий день захватил Оран, оставленный защитниками по неизвестным причинам. Три дня спустя к городу прибыл эмир Абу Абдалла с армией, но не посмел атаковать город и вернулся в Тлемсен. Тогда местное население обратилось против немусульманских торговцев города и вырезало их, нанеся к тому же серьёзный ущерб государственным финансам, что усилило негативный эффект для Тлемсена от потери Орана - крупнейшего на тот момент порта государства. Эмир был вынужден увеличить налоги и потерять популярность. 
В 1510 году кастильцы захватили цитадель Алжира. Последующие годы были отмечены активность знаменитого пирата Аруджа Рейса, прибывшего в Тлемсен. Пират действовал к востоку от Алжира и использовал некоторые опорные пункты на побережье в качестве баз для нападений на христианские суда. Арудж не имел симпатий к эмиру Тлемсена, что побудило Абу Абдаллу V обратиться к испанскому губернатору Орана, который посоветовал ему отправиться к кастильскому двору в Бургос (1512). В 1513 или 1514 году Арудж захватил Шершель к востоку от Алжира. Именно в это время эмир отправился на Пиренейский полуостров и предложил королю Фердинанду ценные дары (необыкновенно красивую девственную принцессу, более 500 христианских пленников, 22 арабских лошади, льва и произведения берберских ювелиров). Кастильский король пообещал защитить интересы Тлемсена, и был подписан договор, эквивалентный протекторату, после чего эмир Абу Абдалла вернулся на родину.
Последние годы правления Абу Абдаллы были отмечены упадком государства. В 1516 году Арудж поселился в Джиджелли, вся эта область теперь вышла из-под контроля Абдальвадидов. В том же году Абу Абдалла V умер. В период траура жители Тлемсена устроили погромы еврейского населения и разграбление их имущества. Абу Абдалла не оставил детей, поэтому остро встал вопрос престолонаследия. По одним данным, трон занял младший брат Абу Абдаллы Абу Зайян Ахмад, но, по мнению большинства историков, преемником умершего эмира стал его дядя Абу Хамму III. В любом случае, если Абу Зайян Ахмад и находился на троне, то всего несколько дней, а, возможно, и всего несколько часов ,